# Symphoromyia sinensis
Symphoromyia sinensis är en tvåvingeart som beskrevs av Yang 1997. Symphoromyia sinensis ingår i släktet Symphoromyia och familjen snäppflugor. Inga underarter finns listade i Catalogue of Life.